# Paddy Bassett

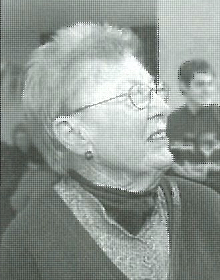
Paddy Bassett bei einer Alumni-Veranstaltung der Massey University in Wellington im Jahr 2003

Elsie Gertrude „Paddy“ Bassett (* 15. Juli 1918 in Menzies Bay, Neuseeland; † 20. Juli 2019 in Wellington, Neuseeland) war eine neuseeländische Agrarwissenschaftlerin. Sie war die erste Frau, die am Massey Agricultural College einen Bachelor of Agricultural Science erhielt.

## Leben und Werk

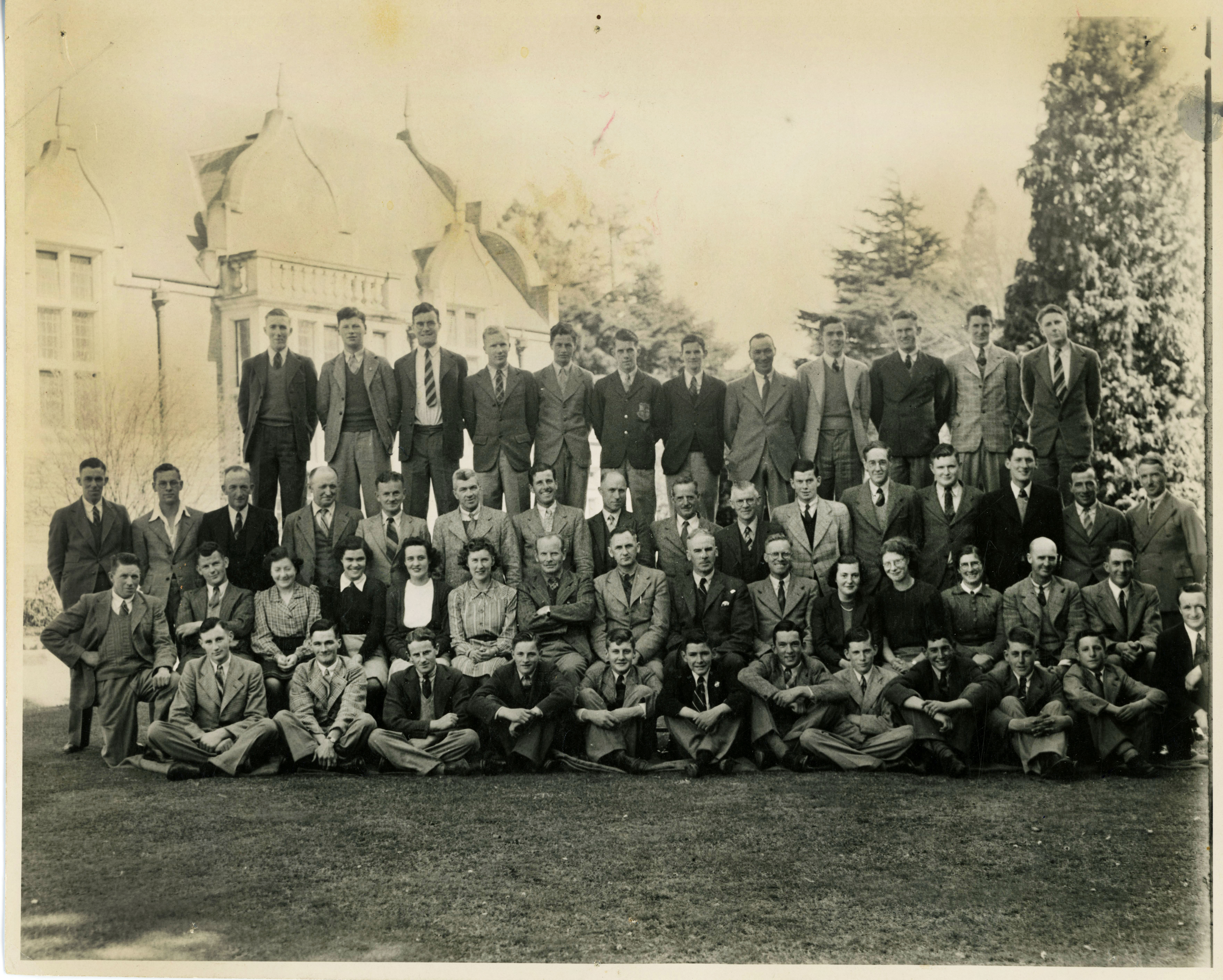
Bassett am Lincoln College im Jahr 1942 (zweite Reihe, sechste von links)

Bassett wurde als Elsie Gertrude Thorpe als Tochter des Pfarrers F. Thorpe geboren und besuchte das Internat Craighead Diocesan School in Timaru. Obwohl sie in der Schule nicht in Naturwissenschaften unterrichtet wurde, ermutigte ihr Vater sie Agrarwissenschaften zu studieren. Da die Lincoln University damals keine Studentinnen aufnahm und das Veterinärstudium einen Umzug nach Sydney erfordert hätte, schrieben sich Bassett und ihre Schwester Mary 1936 an der University of Canterbury ein. 1938 studierte sie am Massey Agricultural College, wo sie 1941 als erste Frau einen Bachelor of Agriculture erwarb. Anschließend absolvierte sie als eine der ersten beiden Studentinnen ein Masterstudium am Canterbury Agricultural College, wo sie sich für ihre Masterarbeit mit dem Zusammenhang zwischen der Hypophyse von Rindern und der Funktionsstörung der Eierstöcke befasste. Dort lernte sie Colin Bassett kennen, den sie 1943 heiratete.
Sie forschte einige Jahre an der Ruakura Animal Research Station in Hamilton und wurde 1954 an die University Cambridge eingeladen, wo sie 1957 promovierte. Danach zog sie mit ihrem Ehemann nach Dunedin, wo sie als Forscherin an der Wellington Medical School der University of Otago arbeitete. Sie zog nach Nelson und später nach Wellington und blieb bis in ihre 90er Jahre eine aktive Forscherin.
Bassett starb 2019 im Alter von 101 Jahren.

## Ehrungen (Auswahl)
- 2017: 150 Women in 150 Words der Royal Society Te Apārangi